# 베놈 (2018년 영화)
《베놈》(영어: Venom)은 마블 코믹스의 캐릭터 베놈이 등장하는 2018년에 개봉한 슈퍼히어로 영화이다. 컬럼비아 픽처스와 텐센트 픽처스가 마블 코믹스를 각색하였으며, 소니 픽처스 릴리징이 배급하는 이 영화는 소니스 스파이더맨 유니버스의 첫 번째 영화이다. 스콧 로즌버그, 제프 핑크너, 켈리 마셀과 윌 빌이 각본을, 루번 플라이셔가 감독을 맡았다. 톰 하디가 주인공인 베놈이자 에디 브록을 맡았으며, 미셸 윌리엄스, 리즈 아메드, 스콧 헤이즈와 리드 스콧 등의 배우도 출연하였다. 영화에서는 지구의 에디 브록이 외계인의 숙주가 되어 공생하며 일어나는 이야기들을 담고 있다.
베놈을 2007년 스파이더맨 3에 등장시킨 뒤 소니는 베놈이 등장하는 다른 영화를 제작하려고 했고, 2016년 3월, 소니 픽처스는 판권을 가지고 있는 캐릭터들이 등장하는 공유 세계관을 새로 만드는 작업을 시작했다. 소니는 스파이더맨: 홈커밍을 만들면서 베놈을 출연시키려 의도했지만 결국 출연시키지 못했고, 결국 소니는 베놈을 주인공으로 하는 영화를 만들려고 했다. 영화는 2017년 3월 스콧 로즌버그, 제프 핑그너, 켈리 마셀과 윌 빌이 집필을 시작했고, 촬영은 2017년 3월부터 2018년 1월까지 애틀랜타, 뉴욕시, 샌프란시스코에서 이루어졌다. 또한 영화는 주로 만화책 《Venom: Lethal Protector》에서 영감을 얻었다.
대한민국에서는 2018년 10월 3일에 개봉했으며, 베놈은 2018년 10월 5일에 미국에서 개봉했다. 톰 하디의 연기는 칭찬을 받았으나 일관성이 없는 어조와 스파이더맨과의 연결이 되지 않았다는 점에서 비판을 받았다. 베놈은 전 세계적으로 8억 5천 6백만 달러 이상의 수익을 올려 2018년 7번째로 많은 수익을 올린 영화가 되었으며, 2021년 10월 후편인 베놈 2: 렛 데어 비 카니지가 개봉되었다.

## 줄거리
라이프 파운데이션의 우주선이 심비오트를 가지고 오던 도중 우주선이 추락하여 심비오트 하나를 분실하는 일이 생긴다.
심비오트 라이엇은 엠뷸런스의 운전자에게 달라 붙게 되고, 나중에는 라이엇이 된다.
한편 열혈 기자 에디 브록은 직장을 잃게 되고, 노숙자 여자을 만난다. 그러나 그 여자는 라이프 파운데이션에서 실험체로 쓰이다가 베놈이 달라붙어 에디 브록에게 옮겨 붙어 베놈이 되며 라이프 파운데이션의 음모를 막으려는 데...

## 출연
- 톰 하디 - 에디 브록 / 베놈 역[8]
- 미셸 윌리엄스 - 앤 웨잉 역[9]
- 리즈 아메드 - 칼턴 드레이크/라이엇 역
- 제니 슬레이트 - 도라 스카스 역
- 리드 스콧 - 댄 루이스 역[10]
- 스콧 헤이즈 - 롤랜드 트리스 역[11]
- 멜로라 월터스 - 마리아 역
- 우디 해럴슨

## 반응

### 흥행 수입
제작비가 1억에서 1억 5천만 달러 사이였던 베놈은 수익을 얻으려면 4억 5천만 달러의 수익을 내야 한다고 예측됐고, 이후 베놈은 미국과 캐나다에서 2억 1350만 달러, 이 지역을 제외한 세계에서 6억 4250만 달러로 총 8억 5610만 달러의 수익을 올려 순이익 2억 4690만 달러로 2018년에 6번째로 수익이 높은 영화로 기록되었다.
미국과 캐나다에서 베놈은 개봉 첫 주에 6000만 달러에서 7000만 달러의 수익을 올릴 것으로 예측되었는데, 이후 첫날 3270만 달러를 벌자 수입 예측 금액이 8000만 달러로 상향 조정되었다. 예측 금액과 비슷하게 베놈은 첫 주동안 8030만 달러를 벌어 역대 10월 개봉한 영화 중에서 한 주 최대 수입 금액을 기록했으며, 콜럼버스의 날에 930만 달러를 벌었다. 베놈은 할로윈과 스타 이즈 본에 이어 3위였고, 수입은 조금 하락한 3570만 달러를 기록했다. 이후 다른 여오하들이 개봉하면서 베놈은 8위까지 떨어졌고, 총 2억 달러를 벌었다.
전 세계적으로 베놈은 미국과 캐나다를 제외한 지역에서 1억 1000만 달러를 포함해 1억 6000만 달러의 수익을 얻을 것으로 예측되었다. 영화는 글로벌 개장 주말 동안 대한민국(1640만 달러), 러시아(130만 달러), 영국(1050만 달러), 멕시코(1020만 달러) 등에서 총 1억 2520만 달러를 벌어들였다. 결국 베놈은 2, 3주동안 전 세계에서 1위를 차지했으며, 이후 프랑스(670만 달러), 베트남(300만 달러), 태국(220만 달러) 등에서 개봉하여 수입이 줄어들었으나 브라질에서는 51개의 영화 중 1위를 차지했다. 이후 일본에서 520만 달러를 벌어 1위를 차지하며 전 세계적으로 5억 4160만 달러를 벌었는데, 당시 이 영화는 미국과 캐나다를 제외한 해외 시장에서는 러시아의 3160만 달러, 대한민국의 3010만 달러, 영국의 250만 달러, 멕시코의 238만 달러의 순으로 많은 수익을 냈다.
이후 베놈은 수익이 6억 달러를 넘었고, 중화인민공화국에서 개봉한 후 1억 1100만 달러를 벌어 다시 전 세계와 중화인민공화국에서 1위에 올랐다. 결국 베놈은 소니가 개봉한 영화 중 중화인민공화국에서 가장 수익이 높고, 어벤져스 다음으로 수익이 높은 영화가 되었다. 이후 중화인민공화국에서 신비한 동물들과 그린델왈드의 범죄가 1위에 올라 베놈은 순위가 떨어졌지만, 이후 베놈은 8억 달러의 수익을 넘어 블랙 팬서 다음으로 수익이 높은 슈퍼 히어로 원작 영화가 되었다.

### 비평가들의 반응
리뷰 집계 사이트인 로튼 토마토는 359개의 리뷰를 기반으로 10점 만점에 4.5점을 주었으며, 메타크리틱은 100점 만점에 45점을 주었다. 비평가들은 대부분 이 영화가 서사적이고, 대사가 일관성이 없다고 비판했다. 또한 톰 하디의 헌신적 연기는 칭찬을 보냈으나, 연기의 질에 대한 것은 비평가 사이들에서도 의견이 엇갈렸다.
영화 등을 리뷰하는 잡지인 버라이어티의 오웬 글리버맨은 베놈을 "만화책을 영화로 각색한 교과서적인 사례로 시각 효과가 뛰어난 영화"라고 말했다. 또한 그는 톰 하디의 연기가 "어리석은 방법으로 연기한다"고 비판했으며, 베놈의 원작에 너무 많은 시간을 할애했다고도 비판하기도 했다. 그리고 그는 영화 미이라(2017)처럼 새로운 공유 세계관으로서 시작은 괜찮을지 몰라도, 거대한 프랜차이즈로서는 성공하기 힘들 것이라고 덧붙였다. 또한 보스턴 글로브의 타이 버는 이 영화의 1.5분의 1이 톰 하디, 미셸 윌리엄스, 리즈 아메드 등의 주연 배우만 출연해 관객들의 끈기를 없앤다고 비판했다. 그리고 그는 베놈과 에디 브록이 한 몸을 공유하며 대화를 나누는 것은 흥미로웠다고 칭찬했다. 타이 버와 마찬가지로 시애틀 타임스의 소렌 앤더슨도 주연들만 1시간 반동안 출연하고 영화가 시작하고 1시간 동안 베놈이 본격적으로 등장하지 않았다며 비판했다. 또한 소렌 앤더슨은 톰 하디의 연기가 보통 휼륭하지만 이번에는 그렇지 않았다며 혹평했고, 액션에 대해서도 일반적이라고 언급했다.
토론토 선의 마크 대니얼은 영화의 효과와 기술이 1990년대와 똑같다며 엘렉트라(2005) 이후 최악의 마블 코믹스를 영화로 각색한 작품이라고 언급했다. 또한 토론토 스타의 피터 하웰은 여전히 이 영화가 1998년 VHS 테이프에 등장한 공상과학 영화와 비슷한 컴퓨터 그래픽 효과와 옛날 영화처럼 엉망인 색체를 가지고 있다며 비판했다. AP 통신의 제이크 코일은 조용한 대화와, 색다른 연기 스타일, 시각 효과의 부족한 부분이 많이 강조되었지만, 그럼에도 유쾌한 영화라고 언급했고, 특히 그는 톰 하디가 감독의 지시에도 이 영화가 코미디 영화임을 밀어 붙여 연기한 것에 극찬을 보냈다.
잡지 뉴욕의 데이비드 에델슈타인은 미셸 윌리엄스와 제니 슬레이트가 영화에서 능력이 낭비되고 있다며 연출은 엉망이라 잘 기억이 나지 않는다고 했다. 살롱의 메튜 로즈사는 영화가 좋다고 말하며, 따분하고 교과서적인 대본이 아니었다면 영화를 싫어할 수도 있었다고 칭찬했고, 베놈이 스파이더맨 3에서보다 영화에 어울리게 나왔다며 톰 하디의 연기를 극찬했다. 그리고 잡지 타임의 스테파니 자차렉은 이 영화를 "마블에서 가장 최고의 영화도, 가장 최악의 영화도 아닌 영화"라며 미셸 윌리엄스와 제니 슬레이트의 연기는 비판하면서도 공성의 관계는 재밌었다며 톰 하디의 연기도 재미있었다고 평가했다.

### 관객의 반응
시네마스코어가 조사한 자료에 따르면 베놈은 관객들에게 A~F 점수 중에서 B+ 정도로 평가되었고, 포스트트랙이 조사한 자료에서는 80%가 이 영화에 긍정적이었다고 서술되어 있다. 또한 릴리쉬믹스(RelishMix)는 관객들이 이 영화에 대한 평가가 긍정적과 혹평의 사이라고 말했고, 영화 개봉 주간에 판당고가 조사한 자료에 따르면 이 영화를 보고 싶은 이유의 대부분이 마블의 히어로가 등장하고 스파이더맨이 등장할 수 있을 것이라는 생각 때문이었으며, 일부는 톰 하디의 팬이었기 때문에 영화를 보고 싶다고 했다.

### 수상
| 상 이름                                | 수상 날짜       | 부문                                | 수상인                                                                   | 결과 | 출처   |
| -------------------------------------- | --------------- | ----------------------------------- | ------------------------------------------------------------------------ | ---- | ------ |
| 로스앤젤레스 온라인 영화 비평가 협회상 | 2019년 1월 9일  | 최고의 시각 효과                    | 톰 하디                                                                  | 후보 | [ 44 ] |
| 시각 효과 협회상                       | 2019년 2월 5일  | 효과 시뮬레이션                     | 아하론 부르랜드, 요르단 월시, 알렉산다르 샬료프스키, 페데리코 프라시넬리 | 후보 | [ 45 ] |
| 타우러스 세계 스턴트 상                | 2019년 2월 5일  | 차를 활용한 최상의 작업             | 잭 길, 헨리 킹니 시니어, 잘릴 제이 린치, 데니 피어스, 지미 N. 로버츠     | 수상 | [ 46 ] |
| 타우러스 세계 스턴트 상                | 2019년 2월 5일  | 베스트 스페셜티 스턴트              | 조 드라이든과 지미 N. 로버츠                                             | 후보 | [ 46 ] |
| 타우러스 세계 스턴트 상                | 2019년 2월 5일  | 최고의 스턴트 코디네이터와 2단 감독 | 앤디 길, 잭 길, 크리스 오하라, 스피로 라자토스                           | 후보 | [ 46 ] |
| 골든 트레일러 어워드                   | 2019년 5월 11일 | 베스트 액션 TV 스팟                 | 제어                                                                     | 후보 | [ 47 ] |
| 골든 트레일러 어워드                   | 2019년 5월 11일 | TV에서 가장 좋은 목소리             | 제어                                                                     | 후보 | [ 47 ] |
| 골든 트레일러 어워드                   | 2019년 5월 11일 | 베스트 와일드포스트                 | 와일드포스트                                                             | 후보 | [ 47 ] |
| MTV 무비 & TV 어워드                   | 2019년 6월 17일 | 베스트 키스 장면                    | 톰 하디와 미셸 윌리엄스                                                  | 후보 | [ 48 ] |